# Eva Drachmann
Eva Drachmann (født 4. november 1874 i København, død 23. februar 1954 i Hørsholm) var en dansk maler, tegner og forfatter.
Eva var datter af marinemaler Holger Drachmann og Vilhelmine Erichsen, men blev efter forældrenes skilsmisse adopteret af moderens nye mand Valdemar Hilarius-Kalkau.
Gift første gang 31. januar 1899 med juristen Holger Federspiel ved en ceremoni på Bangsbo Hovedgård da sognepræsten i den lokale Flade Kirke, nægtede at vie parret i sognets kirke med henvisning til Evas fars gudsløse livsstil.. Gift anden gang 7. maj, 1910 på Frederiksberg Rådhus med overretssagfører Folmer Middelboe Dyrlund, men de bliver skilt i 1948.
Hun debuterede i bogform i 1953 med biografien Vilhelmine, min mor, og blev for denne tildelt Drachmannlegatet samme år. Som billedkunstner har hun bl.a. lavet plakatdesign til Politiken (1898). Nordjyllands Kystmuseum ejer en række af hendes tegninger, primært udført under hendes ophold på Bangsbo.
Hun er begravet på Mariebjerg Kirkegård i Gentofte.